# Großharthau
Großharthau – miejscowość i gmina w Niemczech, w kraju związkowym Saksonia, w okręgu administracyjnym Drezno, w powiecie Budziszyn, siedziba wspólnoty administracyjnej Großharthau.

## Współpraca
Miejscowości partnerskie:
- Fadd, Węgry
- Schwieberdingen, Badenia-Wirtembergia